# Le Furet
Le Furet è una serie storica illustrata da Eduardo Teixeira Coelho, che firma con lo pseudonimo Martin Sièvre, e sceneggiata da Jean Ollivier, pubblicata su Pif Gadget tra il 1975 e il 1976. È una serie medievale che succede a Robin Hood, prodotta dalla stessa coppia di autori.

## Pubblicazione
La serie Le Furet è stata pubblicata per la prima volta su Pif Gadget nel numero 319 del 7 aprile 1975. Fa parte di quello che viene definito "Le grand virage" (il grande cambiamento) intrapreso dalla rivista all'inizio del 1975, con un cambiamento nella formula del Pif Gadget e l'arrivo di nuove serie di cui Le Furet fa parte. Tuttavia, la serie non è stata pubblicizzata o annunciata nella rivista. Il nome della nuova serie, illustrato con un disegno, apparve solo in occasione del "referendum", una sezione chiamata Bulletin de vote, che permetteva ai lettori di scegliere la serie che avrebbero voluto leggere sul giornale la settimana successiva.
la settimana successiva. Le Furet fa parte della categoria "Storia e leggende", dove sostituisce la serie Robin Hood, degli stessi autori, del n. 317 di Pif Gadget. In seguito alla pubblicazione del primo episodio, il giornale ha presentato brevemente la nuova serie in questa stessa sezione. La serie, all'inizio della sua pubblicazione, è in "competizione" nella sua categoria con le serie Fanfan la Tulipe, Lucien des Bois, Corsaire Julien e talvolta Loup Noir o Univerzoo.
Come tutte le serie della rivista, è costruita in storie complete, di dodici tavole. Inizialmente pubblicata in bianco e nero, la serie è passata al colore, come tutto Pif Gadget a partire dal settimo episodio, Le Voleur de couronne. In seguito al secondo cambio di formula della rivista, nel settembre 1975, e all'arrivo di nuove serie, Le Furet non riuscì ad ambientarsi nel settimanale e alla fine ebbe solo tredici episodi; la serie si interruppe nell'agosto 1976. Questo è stato un rimpianto per il creatore di Le Furet, Jean Ollivier, sceneggiatore di molte serie, ma legato a questa: "Alcune serie non hanno avuto il successo che speravo. Mi mancava "Le Furet"", mi piaceva questo personaggio. E va detto che in quel periodo la vita della redazione era travagliata, era difficile avere una certa continuità nei progetti"

## Contesto storico
Le avventure del Furet si svolgono alla fine del Medioevo, la prima storia cita la data del 1460, e l'anno 1461 è menzionato nel resto delle avventure. L'ambientazione dell'azione è un Regno di Francia pacificato con la fine della Guerra dei Cento Anni. I primi episodi sono ambientati alla fine del regno di Carlo VII, di cui il Furet è un avversario, prima di diventare un agente del suo successore, Luigi XI.

## Luoghi d'azione
Le avventure del Furet si svolgono principalmente nel Regno di Francia e in Italia.
I luoghi della storia sono nominati di volta in volta con precisione, con un raggio d'azione limitato in ogni episodio vista l'impaginazione. Il Furet e i suoi compagni si trovano più spesso a Parigi, alla Cour des miracles vicino a rue Montorgueil, un luogo che può dare inizio o fine all'azione. Parigi si rivela anche in altri luoghi: il Palais-Royal, il Grand Châtelet, Notre-Dame, l'Hôtel des Tournelles, i l Cimetière des Innocents, il Bois de Vincennes.
Le Furet è seguito anche nel Regno di Francia e nei suoi feudi: nella foresta di Cîteaux, a Digione, a Beaune, a Orléans, a Meung-sur-Loire, nel castello di Plessis-lèz-Tours a La Riche, a Saint-Malo, a Honfleur.
Le Furet si recò più volte in Italia: a Genova, Firenze, Venezia, Mantova e Milano. Lo seguiamo anche altrove in Europa: al castello di Genappe, a Londra, a Colonia; senza dimenticare le sue avventure marittime nel mare Adriatico o nella Manica.

## Personaggi
Furet è un orfano accolto sul Pont Neuf di Parigi dai mendicanti della Corte dei Miracoli. Fin da piccolo è stato introdotto alla ginnastica, un'abilità in cui eccelleva, che gli ha permesso di infilarsi ovunque e gli ha dato il suo soprannome. Fu una spia del re francese Luigi XI e lavorò anche per la Repubblica di Genova, ma raramente per denaro. Anzi, spesso negozia il rilascio dei suoi amici della Corte dei Miracoli in cambio dei suoi servizi. Suonatore di liuto, si trasforma in un cantastorie per le esigenze della sua copertura, cantando i poeti Rutebeuf, Charles d'Orléans o canzoni tradizionali come "Aux marches du palais". È colto e cita Dante in italiano, e annovera tra i suoi amici anche il poeta François Villon.
Bourrache, che Furet chiama il suo di più che un padre, è un mendicante della Cour des miracles che lo ha accolto da bambino. Gli insegnò a maneggiare un bastone e a combattere corpo a corpo. Questo orso showman lo accompagna spesso nelle sue avventure, non esitando a usare la sua forza fisica.
Babette è l'unico personaggio femminile della serie e rimane relativamente poco appariscente. Di solito appare nella Corte dei Miracoli o nella piazza di Notre-Dame, accompagnata dalla sua capra, all'inizio e alla fine della storia, ma non vi partecipa. Dolce e preoccupata, sembra amare Furet.
Il Giocoliere è il secondo padre di Ferret, che lo ha accolto con Bourrache. Insegna le arti ginniche ai furetti. Figura importante della Corte dei Miracoli, diventa il re dei mendicanti al posto del corrotto Scaramouche alla fine del primo episodio. Catturato dalle autorita di Parigi è condannato a morte, viene liberato dai mendicanti, con l'aiuto del Furet, sulla via del patibolo di Montfaucon.
Re Luigi XI è un personaggio ricorrente della serie. All'inizio della serie è ancora il delfino di Francia, ma quando diventa re di Francia, diventa un datore di lavoro dei talenti del Furet, di cui riconosce il valore. Furet gli aveva salvato la vita quando era ancora delfino, e Luigi firmò la Charte des Gueux quando divenne re, permettendo loro di vivere nella Cour des miracles. Spesso era accompagnato dal suo consigliere, Olivier le Diable.
Olivier Le Daim, soprannominato Olivier le Diable nella serie, è il principale consigliere di Luigi XI. Non ha la stessa fiducia del re in Furet. È sospettoso nei confronti del Furet e non tollera gli accordi tra il Furet e il re, soprattutto quando si tratta dei mendicanti della Corte dei Miracoli.

## Ritornello
Jean Ollivier inserisce in quasi ogni episodio questo ritornello infantile con un evidente legame con il protagonista della serie: "Il court, il court, le furet... Il est passé par ici... Il repassera par là..."

## Personaggi storici
Durante le sue missioni, il furetto incontra personaggi storici, spesso potenti:
- le roi Charles VII de France,
- le duc de Bourgogne Philippe le Bon,
- Charles le Téméraire,
- Charles de France, il fratello del re Luigi XI (che incontrò due volte),
- Cosmo de Médici,
- le duc de Milan Francesco Sforza,
- le doge de Venezia Francesco Foscari,
- François Villon
- Il re Henri VI d'Angleterre,
- Édouard d'York,
- Il marchese Luigi III di Mantova, soprannominato il Turco nella serie,
- il vescovo di Orléans Thibault d'Aussigny,,
- Louis[9] d'Halluin, consigliere di Luigi XI.

## Elenco degli episodi
- Le Furet (un disegno, ristampa), categoria "Storia e leggende", Bulletin de vote section, n. 317, 1975.
- Le Furet (un disegno, ristampa), categoria "Storia e leggende", Bulletin de vote section, n. 318, 1975.
- Disegni collettivi (due disegni, ristampa), annuncio del passaggio al colore, n. 343, 1975.

| Pubblicazione n.                         | Titolo                       | Lunghezza       | Data di pubblicazione |
| Pif Gadget n. 319                        | La corte dei miracoli        | 12 tavole       | 07/04/1975            |
| Pif Gadget n. 320                        | Senza titolo                 | 12 tavole       | 14/04/1975            |
| Pif Gadget n. 327                        | Senza titolo                 | 12 tavole       | 02/06/1975            |
| Pif Gadget n. 334                        | Senza titolo                 | 12 tavole       | 21/07/1975            |
| Pif Gadget n. 338                        | Senza titolo                 | 12 tavole       | 18/08/1975            |
| Pif Gadget n. 343                        | Senza titolo                 | 12 tavole       | 22/09/1975            |
| Il periodico Pif Gadget n. 345           | Passa al colore              | Passa al colore | Passa al colore       |
| Pif Gadget n. 350                        | Il ladro di corone           | 12 tavole       | 10/11/1975            |
| Pif Gadget n. 356                        | Per salvare il re mendicante | 12 tavole       | 22/12/1975            |
| Pif Gadget n. 362                        | Senza titolo                 | 12 tavole       | 02/02/1976            |
| Pif Gadget n. 364                        | Il turco e la bombarda       | 12 tavole       | 16/02/1976            |
| Pif Gadget n. 377                        | Senza titolo                 | 12 tavole       | 17/05/1976            |
| Pif Gadget n. 386                        | I lupi mannari               | 12 tavole       | 19/07/1976            |
| Speciale PG il pallone urlante (389 bis) | Senza titolo                 | 12 tavole       | 23/08/1976            |

Ristampa
- La Cour des miracles, Pif Gadget speciale 500, 1978.
- Nel 1976, Jean Ollivier ed Eduardo Teixeira Coelho hanno realizzato una storia di 24 pagine sul regno di Luigi XI, intitolata L'Universelle Aragne, per la raccolta Histoire de France en bande dessinée[10] pubblicata da Larousse. L'atmosfera è la stessa della serie Le Furet e include anche personaggi storici incontrati in quest'ultima: i re di Francia Carlo VII e naturalmente Luigi XI, i duchi di Borgogna Philippe le Bon e Charles le Téméraire, Charles de France, fratello del re, Edoardo IV d'Inghilterra e Olivier Le Daim.

## Opere
- Le Furet, Libro primo, 2014 (album Edizioni Pirata)
  - La Cour des miracles
  - Racconto senza titolo pubblicato su Pif Gadget n.320
  - Racconto senza titolo pubblicato su Pif Gadget n.327
  - Racconto senza titolo pubblicato su Pif Gadget n.334
- Le Furet, Libro secondo, 2014 (album pirata)
  - Racconto senza titolo pubblicato su Pif Gadget n.338
  - Racconto senza titolo pubblicato su Pif Gadget n.343
  - Il ladro di corone
  - Per salvare il re dei mendicanti
- Le Furet, Libro terzo, 2014 (album Edizioni Pirata)
  - Racconto senza titolo pubblicato su Pif Gadget n.362
  - Il Turco e la Bombarda
  - Racconto senza titolo pubblicato su Pif Gadget n.377
  - I lupi mannari
  - Racconto senza titolo pubblicato su Pif Gadget spécial ballon hurleur

## Incoerenze
La serie nel suo complesso è coerente con l'epoca dell'azione, la fine del XV secolo, soprattutto per quanto riguarda i costumi e le armi, una specialità di Eduardo Teixeira Coelho. Nonostante ciò, alcuni errori di temporalità si sono insinuati nella storia. Ad esempio, Jean Ollivier cita il Pont Neuf di Parigi, sebbene sia stato costruito solo alla fine del XVI secolo. Allo stesso modo, nel racconto Le Voleur de couronne (Il ladro di corone), il re Luigi XI vuole aiutare il giovane Edoardo di York a diventare il nuovo re d'Inghilterra, ma Luigi stesso non è ancora re di Francia al momento di questi eventi. Infine, Furet non poté incontrare Francesco Foscari a Venezia dopo il 1460, poiché era morto nel 1457.

## Documentazione

### Informazioni sulla serie
- "Le Furet", in "Mon camarade", "Vaillant", "Pif Gadget". L'Histoire complète. 1901-1994, capitolo "Cambio di rotta e nuove serie", a cura di Richard Medioni, Éditions Vaillant Collezione, 2012, pp. 510–511.
- Christophe Quillien, "Le Furet", in Pif Gadget: 50 ans d'humour, d'aventure et de BD, Hors Collection, ottobre 2018, ISBN 9782258152601, pp. 42–43.

### Sulla Corte dei Miracoli, a cura degli autori
- Serie Cartouche di Jean Ollivier (sceneggiatura) con Eduardo Teixeira Coelho e Gaston Jacquement (disegni), 10 episodi, edizioni Jeunesse et vacances, 1964-1966.
- La Cour des miracles, articolo di Jean Ollivier con Norma (disegno), in Les Exploits de Robin n°2, luglio 1973.

### Sul regno di Luigi XI, a cura degli autori
- L'Universelle Aragne, storia di Jean Ollivier con Eduardo Coelho (disegno), in De Louis XI à Louis XIII intégrale T.4 de l'Histoire de France en bande dessinée, éditions Larousse, 1976.